# Bartłomiej Tomczak
Bartłomiej Tomczak (Ostrów Wielkopolski, 1985. szeptember 7. –) lengyel válogatott kézilabdázó, balszélső, a Górnik Zabrze játékosa.

## Pályafutása

### Klubcsapatokban
2004 és 2011 között a Zagłębie Lubin játékosa volt, a 2006–2007-es szezonban bajnoki címet nyert a csapattal. A lublini csapattal a nemzetközi kupákban is pályára lépett, a 2007–2008-as Bajnokok Ligája-sorozatban hat mérkőzésen tíz gólt szerzett.
2011 és 2013 között a Kielce játékosa volt, két lengyel bajnokságot és két Lengyel Kupát nyert az együttessel. A 2012–2013-as Bajnokok Ligája-sorozatban nyolc mérkőzésen tizenháromszor volt eredményes, a Kielce pedig bronzérmes lett a kiírásban. A csapattal kötött szerződését a klub 2013 szeptemberében felmondta, miután a posztján Mateusz Jachlewski és Manuel Štrlek is több játéklehetőséget kapott nála.
Ezt követően a Górnik Zabrze csapatához írt alá. A csapat egyik legeredményesebb játékosa lett, a 2013–2014-es szezonban 30 mérkőzésen 148 gólt, a 2014–2015-ös szezonban 26-on 143 gólt, a 2015–2016-os idényben pedig 27-en 153 gólt szerzett a lengyel élvonalban, utóbbi teljesítményével harmadik volt a bajnokság góllövőlistáján. 2014. május 17-én az Azoty-Puławy (34-33) elleni mérkőzésen megszerezte 1000. gólját az első osztályban. A Górnik színeiben szerepelt a Challenge Cup-ban és az EHF-kupa selejtezőiben is.

### A válogatottban
2007. december 20-án Magyarország ellen debütált a lengyel nemzeti csapatban, a mérkőzésen egy gólt szerzett. 2011-ben részt vett a svédországi világbajnokságon, amelyen kilenc mérkőzést játszott és nyolc gólt szerzett.

## Sikerei, díjai
Zagłębie Lubin
- Lengyel bajnok: 2006-2007

Kielce
- Lengyel bajnok: 2011-2012, 2012-2013
- Lengyel Kupa-győztes: 2011-2012, 2012-2013
- Bajnokok Ligája, 3. hely: 2012-2013

Egyéni elismerései
- 3. hely a lengyel bajnokság góllövőlistáján: 2015-2016 (153 gól; Górnik Zabrze)
- A hónap játékosa a lengyel élvonalban – 2017 szeptembere[8]